# Morti il 24 aprile

## VII secolo(1)
- 624 - Mellito di Canterbury, arcivescovo britannico

## VIII secolo(1)
- 709 - Vilfrido di York, vescovo britanno

## XI secolo(1)
- 1014 - Brodir, sovrano danese

## XII secolo(3)
- 1149 - Pétronille de Chemillé, badessa e religiosa francese
- 1185 - Antoku, imperatore giapponese (n. 1178)
- 1189 - Alessio, cardinale italiano

## XIII secolo(2)
- 1272 - Erbordo, vescovo cattolico italiano
- 1288 - Gertrude di Babenberg, nobile austriaca (n. 1226)

## XIV secolo(6)
- 1310 - Alfonso Dionisio, nobile portoghese (n. 1260)
- 1320 - Abu Said Faraj, nobile arabo (n. 1248)
- 1323 - Enrico II di Gorizia, nobile italiano (n. 1266)
- 1330 - Audfinn Sigurdsson, vescovo cattolico norvegese
- 1383 - Enrico III di Meclemburgo-Schwerin, duca tedesco (n. 1337)
- 1396 - Stefano Palosti de Verayneris, cardinale italiano

## XV secolo(4)
- 1438 - Humphrey FitzAlan, XV conte di Arundel, nobile inglese (n. 1429)
- 1453 - Carlo Marsuppini, umanista e scrittore italiano (n. 1398)
- 1466 - Margherita di Valois-Orléans, nobile francese (n. 1406)
- 1483 - Margherita di Borbone-Clermont, duchessa (n. 1438)

## XVI secolo(5)
- 1541 - Celio Calcagnini, umanista, diplomatico e astronomo italiano (n. 1479)
- 1556 - Girolamo degli Albizi, politico e condottiero italiano (n. 1485)
- 1580 - Philippine Welser, nobile austriaca (n. 1527)
- 1595 - Camillo I Gonzaga, nobile e militare italiano (n. 1521)
- 1600 - Jean Baptiste de la Barrière, religioso francese (n. 1544)

## XVII secolo(25)
- 1601 - Kobayakawa Hidekane, militare giapponese (n. 1567)
- 1603 - James Beaton, arcivescovo cattolico scozzese (n. 1517)
- 1617 - Concino Concini, politico italiano (n. 1569)
- 1618 - Antonietta d'Orléans-Longueville, religiosa francese (n. 1572)
- 1622 - Ludovico Acerbi, nobile, magistrato e politico italiano
- 1622 - Fedele da Sigmaringen, presbitero e santo tedesco (n. 1577)
- 1624 - Francesco Borgani, pittore e restauratore italiano
- 1624 - Paolo Emilio Filonardi, arcivescovo cattolico italiano (n. 1580)
- 1625 - Anna di Holstein-Gottorp, nobile tedesca (n. 1575)
- 1633 - Sigrid di Svezia, principessa svedese (n. 1566)
- 1636 - Carlo Gonzaga, religioso e nobile italiano (n. 1597)
- 1649 - Ferdinando Donno, poeta italiano (n. 1591)
- 1649 - Francesco Ingoli, presbitero e giurista italiano (n. 1578)
- 1656 - Francesco Cherubini, cardinale e vescovo cattolico italiano (n. 1585)
- 1656 - Thomas Fincke, matematico e fisico danese (n. 1561)
- 1657 - Sofia Elisabetta di Schleswig-Holstein, contessa danese (n. 1619)
- 1658 - Francesco Maria Richini, architetto italiano (n. 1584)
- 1664 - Silvio I Nimrod di Württemberg-Oels, duca (n. 1622)
- 1666 - Luigi I Gonzaga di Luzzara, nobile e militare italiano (n. 1602)
- 1671 - François Vatel, cuoco e pasticciere francese (n. 1631)
- 1675 - Andrea Concublet, nobile italiano (n. 1621)
- 1675 - Edward Howard, I barone Howard di Escrick, nobile e politico inglese
- 1678 - Luigi VI d'Assia-Darmstadt (n. 1630)
- 1685 - Pier Giulio Dolfin, vescovo cattolico italiano (n. 1634)
- 1693 - Giovanni Battista Colomba, pittore, architetto e decoratore svizzero (n. 1638)

## XVIII secolo(19)
- 1703 - Gianfrancesco II Gonzaga, nobile italiano (n. 1646)
- 1710 - Manuel de Oms y de Santa Pau, diplomatico spagnolo (n. 1651)
- 1723 - Elizabeth Stanhope, nobildonna inglese (n. 1663)
- 1726 - Cristiano Augusto di Holstein-Gottorp, vescovo luterano tedesco (n. 1673)
- 1731 - Daniel Defoe, scrittore e giornalista britannico (n. 1660)
- 1736 - Francesco Maria di san Siro, missionario e religioso italiano (n. 1658)
- 1741 - Antoine François de Pardaillan de Gondrin, ammiraglio francese (n. 1709)
- 1751 - Charles Calvert, V barone Baltimore, nobile e politico irlandese (n. 1699)
- 1768 - Johann Valentin Tischbein, pittore tedesco (n. 1715)
- 1770 - Jean Antoine Nollet, abate e fisico francese (n. 1700)
- 1776 - Giuseppe Paolucci, francescano e teorico della musica italiano (n. 1726)
- 1779 - Eleazar Wheelock, pastore protestante, educatore e filantropo statunitense (n. 1711)
- 1783 - François-Nicolas Lenormand, diplomatico francese (n. 1708)
- 1785 - Federico II di Meclemburgo-Schwerin, duca (n. 1717)
- 1789 - Andrej Petrovič Šuvalov, politico russo (n. 1742)
- 1791 - Benjamin Harrison V, politico statunitense (n. 1726)
- 1794 - Axel von Fersen il Vecchio, politico e generale svedese (n. 1719)
- 1800 - Hedvig Catharina De la Gardie, nobildonna svedese (n. 1732)
- 1800 - Lorenzo Selva, ottico italiano (n. 1716)

## XIX secolo(68)
- 1802 - Sámuel Gyulay, generale austriaco (n. 1723)
- 1803 - Adélaïde Labille-Guiard, pittrice francese (n. 1749)
- 1809 - Henri Louis de Rohan, nobile francese (n. 1745)
- 1814 - Pierre Guillaume Gratien, militare francese (n. 1764)
- 1815 - Giovanni Boccaccio, carabiniere italiano (n. 1781)
- 1816 - Federico Carlo di Schleswig-Holstein-Sonderburg-Beck, nobile danese (n. 1757)
- 1821 - Athanasios Diakos, rivoluzionario e patriota greco (n. 1788)
- 1821 - Johann Peter Frank, medico e igienista tedesco (n. 1745)
- 1825 - Gaetano Marré, giurista, giornalista e letterato italiano (n. 1771)
- 1827 - Pierre-Joseph Candeille, compositore e cantante lirico francese (n. 1744)
- 1827 - Israel Pickens, politico statunitense (n. 1780)
- 1831 - Catherine Pakenham, nobildonna irlandese (n. 1773)
- 1831 - Francesco Parrino, presbitero, scrittore e poeta italiano (n. 1754)
- 1832 - Friedrich Gottlob Hayne, botanico e farmacista tedesco (n. 1763)
- 1836 - Firmin Didot, incisore francese (n. 1764)
- 1836 - Charles Alain de Rohan, nobile francese (n. 1764)
- 1837 - Alessandro Begani, militare italiano (n. 1770)
- 1841 - Benedetto Neri, compositore italiano (n. 1771)
- 1842 - Jean-Nicolas Bouilly, scrittore, librettista e drammaturgo francese (n. 1763)
- 1844 - Ferdinando Albertolli, architetto italiano (n. 1781)
- 1846 - Girolamo Crescentini, cantante castrato e compositore italiano (n. 1762)
- 1848 - François Van Campenhout, compositore, tenore e direttore d'orchestra belga (n. 1779)
- 1848 - Praskov'ja Jur'evna Trubeckaja, nobildonna russa (n. 1762)
- 1850 - Achille Calzi, incisore, miniatore e pittore italiano (n. 1811)
- 1850 - John Norvell, editore e politico statunitense (n. 1789)
- 1850 - Alexandre Piccinni, compositore francese (n. 1779)
- 1852 - Leopoldo di Baden, sovrano tedesco (n. 1790)
- 1852 - Giosuè Maria Saggese, arcivescovo cattolico italiano (n. 1800)
- 1854 - Alessandro Racchetti, giurista italiano (n. 1789)
- 1860 - Konstanty Adam Czartoryski, militare polacco (n. 1774)
- 1862 - Geltrude Righetti, contralto italiano (n. 1789)
- 1865 - Geremia Bettini, tenore italiano (n. 1821)
- 1865 - Nikolaj Aleksandrovič Romanov, nobile russo (n. 1843)
- 1866 - Anastasius Hartmann, vescovo cattolico svizzero (n. 1803)
- 1866 - Émile Herbillon, generale francese (n. 1794)
- 1866 - Giuseppe Tominz, pittore italiano (n. 1790)
- 1868 - Maria di Sant'Eufrasia Pelletier, religiosa francese (n. 1796)
- 1869 - Enrico Martini, patriota e politico italiano (n. 1818)
- 1869 - Charles Varin, drammaturgo e librettista francese (n. 1798)
- 1873 - Adolfo di Hohenlohe-Ingelfingen, politico e principe tedesco (n. 1797)
- 1873 - Mary Horner Lyell, geologa britannica (n. 1808)
- 1874 - John Phillips, geologo britannico (n. 1800)
- 1875 - Georg Ludwig Carius, chimico tedesco (n. 1829)
- 1875 - André Koechlin, ingegnere francese (n. 1789)
- 1875 - Samuel Prideaux Tregelles, teologo e filologo britannico (n. 1813)
- 1876 - Jacques Guiaud, pittore francese (n. 1810)
- 1876 - Johann Jakob Heller, medico e politico svizzero (n. 1807)
- 1877 - Lorenzo Ranco, politico italiano (n. 1813)
- 1878 - Charles William Lancaster, inventore britannico (n. 1820)
- 1878 - Giovanni Zanardini, medico e botanico italiano (n. 1804)
- 1881 - Romolo Gessi, geografo, esploratore e militare italiano (n. 1831)
- 1881 - Gottlob Ludwig Rabenhorst, botanico e micologo tedesco (n. 1806)
- 1882 - Vladimir Petrovič Orlov-Davydov, politico e scrittore russo (n. 1809)
- 1883 - Jules Sandeau, scrittore francese (n. 1811)
- 1885 - Nísia Floresta Brasileira Augusta, educatrice e poetessa brasiliana (n. 1810)
- 1885 - Henry Augustus Rawes, scrittore e predicatore britannico (n. 1826)
- 1889 - Zulma Carraud, scrittrice francese (n. 1796)
- 1890 - Giuseppe Alinari, editore e fotografo italiano (n. 1836)
- 1890 - Vittorio Emanuele Taparelli d'Azeglio, diplomatico e politico italiano (n. 1816)
- 1891 - Jean-Baptiste Lavastre, pittore francese (n. 1839)
- 1891 - Helmuth Karl Bernhard von Moltke, feldmaresciallo tedesco (n. 1800)
- 1892 - Hippolyte Violeau, letterato e scrittore francese (n. 1818)
- 1893 - Alfred Chapon, architetto francese (n. 1834)
- 1893 - Tommaso Martini, politico italiano (n. 1822)
- 1893 - Napoleone Zanetti, patriota italiano (n. 1837)
- 1898 - Henri Gourdon de Genouillac, storico francese (n. 1826)
- 1899 - Richard James Oglesby, politico e generale statunitense (n. 1824)
- 1900 - George Douglas Campbell, VIII duca di Argyll, politico scozzese (n. 1823)

## XX secolo(249)
- 1901 - Felice Calvi, storico e scrittore italiano (n. 1822)
- 1901 - Arvid Posse, politico svedese (n. 1820)
- 1902 - Pietro IV Geraigiry, vescovo cattolico e patriarca cattolico libanese (n. 1841)
- 1902 - Lavinia Veiongo, regina tongana (n. 1879)
- 1903 - Felice Piovene, nobile, politico e dirigente sportivo italiano (n. 1833)
- 1904 - Norodom, re cambogiano (n. 1834)
- 1908 - Poul La Cour, fisico danese (n. 1846)
- 1912 - Stanislao Fadda, ingegnere italiano (n. 1846)
- 1914 - Benedetto Menni, presbitero italiano (n. 1841)
- 1915 - Erich Harnack, farmacologo tedesco (n. 1852)
- 1915 - Geoffrey Taylor, canottiere canadese (n. 1890)
- 1916 - Émile Jungfleisch, chimico francese (n. 1839)
- 1917 - Oscar Blumenthal, commediografo, critico teatrale e compositore di scacchi tedesco (n. 1852)
- 1917 - Heinrich Cordes, ingegnere, scrittore e compositore di scacchi tedesco (n. 1852)
- 1917 - Giuseppe Triani, magistrato, avvocato e politico italiano (n. 1842)
- 1918 - Evno Fišelevič Azef, agente segreto russo (n. 1869)
- 1919 - Karl Friedrich Heinrich Bruchmann, filologo classico tedesco (n. 1863)
- 1919 - Camille Erlanger, compositore francese (n. 1863)
- 1919 - Paul Fiedler, ammiraglio austriaco (n. 1861)
- 1920 - Nathan Goff Junior, politico statunitense (n. 1843)
- 1921 - Warington Baden-Powell, ammiraglio inglese (n. 1847)
- 1923 - Guglielmo Ernesto di Sassonia-Weimar-Eisenach, nobile tedesco (n. 1876)
- 1924 - Giovanni Battista Borachia, vescovo cattolico italiano (n. 1849)
- 1924 - Stanley Hall, psicologo e pedagogista statunitense (n. 1846)
- 1925 - Aristide Stefani, medico italiano (n. 1846)
- 1926 - Maria Giuseppina Benvenuti, religiosa sudanese
- 1926 - Jules Gilliéron, linguista e filologo svizzero (n. 1854)
- 1926 - Sunjong di Corea, imperatore coreano (n. 1874)
- 1928 - Józefa Joteyko, scienziata polacca (n. 1866)
- 1928 - Ferdinando Martini, scrittore e politico italiano (n. 1841)
- 1929 - Vincenzo Garioni, generale italiano (n. 1856)
- 1929 - Caroline Rémy de Guebhard, scrittrice e giornalista francese (n. 1855)
- 1930 - Antonio Carranti, politico italiano (n. 1872)
- 1930 - Henry Dudeney, matematico britannico (n. 1857)
- 1931 - Henri van Dievoet, architetto belga (n. 1869)
- 1932 - Julius Jolly, linguista e orientalista tedesco (n. 1849)
- 1932 - Sebastiano Moretti, poeta italiano (n. 1868)
- 1932 - Guglielmo Ranzi, letterato italiano (n. 1859)
- 1933 - Wilhelm von Schoen, diplomatico tedesco (n. 1851)
- 1934 - Émile Chautard, regista, attore e sceneggiatore statunitense (n. 1864)
- 1935 - Louis Joubin, zoologo francese (n. 1861)
- 1935 - Anastasios Papoulas, generale greco (n. 1857)
- 1936 - Ezio Andolfato, militare italiano (n. 1910)
- 1936 - Antonio Bonsignore, militare e carabiniere italiano (n. 1896)
- 1936 - Vittoriano Cimmarrusti, militare italiano (n. 1912)
- 1936 - Finley Peter Dunne, umorista, giornalista e scrittore statunitense (n. 1867)
- 1936 - Renato Lordi, militare italiano (n. 1894)
- 1936 - Dante Pagnottini, militare italiano (n. 1896)
- 1936 - Bernard van Dieren, compositore olandese (n. 1887)
- 1937 - Pietro Biffis, medico, militare e politico italiano (n. 1883)
- 1937 - Pasquale Taraffo, chitarrista italiano (n. 1887)
- 1937 - María del Refugio Aguilar y Torres, religiosa messicana (n. 1866)
- 1938 - Andrea Balletti, storico, letterato e avvocato italiano (n. 1850)
- 1939 - Louis Trousselier, ciclista su strada e pistard francese (n. 1881)
- 1940 - János Boksay, compositore e presbitero (n. 1874)
- 1940 - Fanny Brate, pittrice svedese (n. 1861)
- 1940 - Anton Donath, editore tedesco (n. 1857)
- 1940 - Konstantin Alekseevič Kalinin, ingegnere sovietico (n. 1889)
- 1941 - Karin Boye, scrittrice, poetessa e critica letteraria svedese (n. 1900)
- 1941 - Ugo Fiorelli, militare italiano (n. 1893)
- 1941 - Sisowath Monivong, re cambogiano (n. 1875)
- 1941 - Lawrence Whitney, pesista e discobolo statunitense (n. 1891)
- 1942 - Louis Bernacchi, fisico, astronomo e esploratore belga (n. 1876)
- 1942 - Herbert Dill, marciatore tedesco (n. 1908)
- 1942 - Lucy Maud Montgomery, scrittrice canadese (n. 1874)
- 1942 - Egon Parbo, calciatore estone (n. 1910)
- 1942 - Hjalmar Saxtorph, nuotatore danese (n. 1883)
- 1942 - Lea Schiavi, giornalista italiana (n. 1907)
- 1942 - Karl Schneller, militare austro-ungarico (n. 1878)
- 1944 - Gerardo Berenga, avvocato e politico italiano (n. 1860)
- 1944 - Michael Pedersen Friis, politico danese (n. 1857)
- 1944 - Aurelio Tarroni, partigiano e antifascista italiano (n. 1907)
- 1945 - Bruno Antonelli, militare e partigiano italiano (n. 1925)
- 1945 - Albrecht von Bernstorff, politico tedesco (n. 1890)
- 1945 - Ernesto De Fiori, scultore, pittore e architetto italiano (n. 1884)
- 1945 - Anton Erkelenz, politico tedesco (n. 1878)
- 1945 - Gina Galeotti Bianchi, partigiana italiana (n. 1913)
- 1945 - Ernst-Robert Grawitz, medico, generale e criminale di guerra tedesco (n. 1899)
- 1945 - Giacomo Grazioli, imprenditore italiano
- 1945 - Walter Jost, generale e scrittore tedesco (n. 1896)
- 1945 - Anton de Kom, surinamese (n. 1898)
- 1945 - Raffaele Pieragostini, partigiano e operaio italiano (n. 1899)
- 1945 - Cesare Riboldi, partigiano italiano (n. 1924)
- 1945 - Cesare Rossi, generale italiano (n. 1892)
- 1945 - Carmelo Salanitro, antifascista italiano (n. 1894)
- 1945 - Ernesto Savio, partigiano italiano (n. 1899)
- 1945 - Rurik Spolidoro, partigiano italiano (n. 1923)
- 1945 - Per Sørensen, militare danese (n. 1913)
- 1945 - Luciano Tavilla, partigiano italiano (n. 1925)
- 1945 - Alfredo Violante, giornalista e antifascista italiano (n. 1888)
- 1947 - Jacques Baudrier, velista francese (n. 1872)
- 1947 - Willa Cather, scrittrice statunitense (n. 1873)
- 1947 - Giovanni Colmo, pittore italiano (n. 1867)
- 1948 - Rosita Marstini, attrice francese (n. 1887)
- 1948 - Manuel Ponce, compositore messicano (n. 1882)
- 1950 - Aurelio Biassoni, calciatore italiano (n. 1912)
- 1950 - Alfredo de Sá Cardoso, politico e militare portoghese (n. 1864)
- 1951 - Alphonse Georges, generale francese (n. 1875)
- 1952 - Hendrik Anthony Kramers, fisico olandese (n. 1894)
- 1953 - Giovanni Miliani, cestista italiano (n. 1921)
- 1954 - Guy Mairesse, pilota automobilistico francese (n. 1910)
- 1955 - Alfred Polgar, scrittore austriaco (n. 1873)
- 1956 - Henry Stephenson, attore britannico (n. 1871)
- 1957 - Andries Cornelis Dirk de Graeff, politico olandese (n. 1872)
- 1957 - Maria Elisabeth Hesselblad, religiosa svedese (n. 1870)
- 1958 - Mabel McConnell FitzGerald, irlandese (n. 1884)
- 1958 - Richard Goldschmidt, genetista tedesco (n. 1878)
- 1958 - Jacques Nivière, tiratore a volo francese (n. 1873)
- 1958 - Carlo Alberto Quilico, politico italiano (n. 1870)
- 1959 - Giuseppe Cancelliere, scacchista italiano (n. 1889)
- 1959 - Giovanni Tomatis, direttore della fotografia italiano (n. 1871)
- 1960 - Max von Laue, fisico e cristallografo tedesco (n. 1879)
- 1960 - Harold Frederick Pitcairn, aviatore e inventore statunitense (n. 1897)
- 1961 - Henri Aldebert, giocatore di curling e bobbista francese (n. 1880)
- 1961 - Isaia Billé, contrabbassista, compositore e pubblicista italiano (n. 1874)
- 1961 - Hans Friedrich Blunck, scrittore e poeta tedesco (n. 1888)
- 1961 - Lee Moran, attore, regista e sceneggiatore statunitense (n. 1888)
- 1961 - Angelo Cesare Vigiani, vescovo cattolico e missionario italiano (n. 1880)
- 1962 - Romolo Balzani, cantautore e attore italiano (n. 1892)
- 1962 - Umberto Nistri, aviatore, militare e imprenditore italiano (n. 1895)
- 1962 - Emilio Prados, poeta spagnolo (n. 1899)
- 1963 - Rino Corso Fougier, generale e aviatore italiano (n. 1894)
- 1963 - Leonid Davidovič Lukov, regista cinematografico sovietico (n. 1909)
- 1963 - Paul Rémond, arcivescovo cattolico francese (n. 1873)
- 1964 - Hermann Barrelet, canottiere francese (n. 1879)
- 1964 - Lou Dijkstra, pattinatore di velocità su ghiaccio olandese (n. 1909)
- 1964 - Gerhard Domagk, medico e biochimico tedesco (n. 1895)
- 1964 - Karl Gerhard, attore e regista teatrale svedese (n. 1891)
- 1965 - Louise Dresser, attrice statunitense (n. 1878)
- 1965 - Ernesto Sequi, cavaliere e militare italiano (n. 1882)
- 1965 - Pierre Wertheimer, imprenditore francese (n. 1888)
- 1966 - Hans Christian Branner, scrittore danese (n. 1903)
- 1966 - Leo Crowe, cestista statunitense (n. 1912)
- 1966 - Tino Pattiera, tenore dalmata (n. 1890)
- 1966 - Şehzade Ahmed Tevhid, principe ottomano (n. 1904)
- 1967 - Enrico Dante, cardinale, arcivescovo cattolico e teologo italiano (n. 1884)
- 1967 - Frank Overton, attore statunitense (n. 1918)
- 1967 - Vladimir Michajlovič Komarov, cosmonauta sovietico (n. 1927)
- 1967 - Thaddée Anselme Lê Hữu Từ, vescovo cattolico vietnamita (n. 1897)
- 1967 - Charlie Margulis, trombettista statunitense (n. 1903)
- 1967 - Fred C. Newmeyer, attore e regista statunitense (n. 1888)
- 1967 - Ida Presti, chitarrista e compositrice francese (n. 1924)
- 1967 - Fritz Pringsheim, giurista tedesco (n. 1882)
- 1968 - Antonio Fazzini, militare italiano (n. 1926)
- 1968 - Tommy Noonan, attore statunitense (n. 1921)
- 1968 - Charles Ambrose Storey, arabista e iranista britannico (n. 1888)
- 1968 - Walter Tewksbury, velocista e ostacolista statunitense (n. 1876)
- 1969 - Ernest Blenkinsop, calciatore inglese (n. 1902)
- 1969 - Joseph Kasa-Vubu, politico della Repubblica Democratica del Congo (n. 1915)
- 1970 - Adriana Guerrini, soprano italiano (n. 1907)
- 1970 - Otis Spann, pianista e cantante statunitense (n. 1930)
- 1971 - Lennie Hayton, compositore statunitense (n. 1908)
- 1972 - Fernando Amorsolo, pittore filippino (n. 1892)
- 1972 - Jacques Denis, ingegnere e aracnologo francese (n. 1902)
- 1972 - Alberto Piccinini, allenatore di calcio e calciatore italiano (n. 1923)
- 1972 - Jamini Roy, pittore indiano (n. 1887)
- 1974 - Bud Abbott, comico e produttore cinematografico statunitense (n. 1897)
- 1974 - Carl August Ehrensvärd, generale svedese (n. 1892)
- 1974 - Vittorio Filippini, architetto italiano (n. 1914)
- 1974 - Franz Jonas, sindacalista, politico e esperantista austriaco (n. 1899)
- 1975 - Piero Costa, regista e sceneggiatore italiano (n. 1913)
- 1975 - Pete Ham, cantante, compositore e chitarrista britannico (n. 1947)
- 1976 - Léonide Moguy, regista e sceneggiatore francese (n. 1900)
- 1976 - Arvid Noe, marinaio norvegese (n. 1946)
- 1976 - Santo Santonocito, compositore e direttore d'orchestra italiano (n. 1887)
- 1976 - Gherardo Taddia, politico italiano (n. 1894)
- 1976 - Mark Tobey, pittore statunitense (n. 1890)
- 1977 - Alberto Apponi, scrittore, politico e antifascista italiano (n. 1906)
- 1977 - Mauro Racca, schermidore italiano (n. 1912)
- 1978 - Mario Ascione, agronomo, dirigente d'azienda e politico italiano (n. 1897)
- 1978 - Federico Chávez, politico paraguaiano (n. 1882)
- 1979 - Augusto Adam, militare e partigiano italiano (n. 1910)
- 1979 - John Carroll, attore statunitense (n. 1906)
- 1979 - Leopold Ludwig, direttore d'orchestra austriaco (n. 1908)
- 1979 - Beppe Mojetta, compositore, direttore d'orchestra e arrangiatore italiano (n. 1905)
- 1979 - Max Romih, scacchista italiano (n. 1893)
- 1980 - Alejo Carpentier, scrittore, giornalista e critico letterario cubano (n. 1904)
- 1981 - Janko Blaho, tenore slovacco (n. 1901)
- 1981 - Pat Conway, attore statunitense (n. 1931)
- 1981 - Margherita di Grecia, principessa greca (n. 1905)
- 1981 - Friedrich Karl Topp, ammiraglio tedesco (n. 1895)
- 1982 - Ville Ritola, mezzofondista e siepista finlandese (n. 1896)
- 1982 - Aleksej Ėkimjan, compositore sovietico (n. 1927)
- 1983 - Rolf Stommelen, pilota automobilistico tedesco (n. 1943)
- 1983 - Nejc Zaplotnik, alpinista, sciatore e scrittore sloveno (n. 1952)
- 1984 - Jane Graverol, pittrice belga (n. 1905)
- 1984 - Domenico Guaccero, compositore italiano (n. 1927)
- 1984 - Antonio Marussi, matematico e geodeta italiano (n. 1908)
- 1985 - Angela Daneu Lattanzi, bibliotecaria e pittrice italiana (n. 1901)
- 1985 - Sergej Iosifovič Jutkevič, regista e sceneggiatore sovietico (n. 1904)
- 1986 - José Bianco, scrittore, giornalista e traduttore argentino (n. 1908)
- 1986 - Alberto Maria Ghisalberti, storico e antifascista italiano (n. 1894)
- 1986 - Gerardo Guerrieri, regista e drammaturgo italiano (n. 1920)
- 1986 - Wallis Simpson, socialite statunitense (n. 1896)
- 1987 - Pablo Acosta Villarreal, criminale messicano (n. 1937)
- 1987 - Rosemary Carr, attrice statunitense (n. 1910)
- 1987 - Alexis Chantraine, calciatore e allenatore di calcio belga (n. 1901)
- 1987 - Gioachino Colombo, progettista italiano (n. 1903)
- 1989 - Franz Binder, calciatore e allenatore di calcio austriaco (n. 1911)
- 1989 - Roger Dewasch, pallanuotista francese (n. 1920)
- 1989 - Clyde Geronimi, regista, animatore e fumettista italiano (n. 1901)
- 1989 - Edgar Sanabria, politico venezuelano (n. 1911)
- 1989 - Joaquim Santana, calciatore portoghese (n. 1936)
- 1989 - Federico Sáiz, calciatore spagnolo (n. 1912)
- 1990 - Claude Henri, fumettista, illustratore e sceneggiatore francese (n. 1915)
- 1990 - Kazem Rajavi, politico e diplomatico iraniano (n. 1934)
- 1991 - Mario Acchini, canottiere italiano (n. 1915)
- 1991 - Pietro Fadda, politico italiano (n. 1913)
- 1991 - Francis Josse, fumettista e illustratore francese (n. 1915)
- 1991 - József Pálinkás, calciatore ungherese (n. 1912)
- 1991 - Marie-Claire Solleville, sceneggiatrice e traduttrice francese (n. 1927)
- 1992 - Valdemārs Baumanis, cestista, allenatore di pallacanestro e arbitro di pallacanestro lettone (n. 1905)
- 1993 - Gustl Bayrhammer, attore tedesco (n. 1922)
- 1993 - Pierre Naville, scrittore e sociologo francese (n. 1904)
- 1993 - Benedetto Stella, calciatore e allenatore di calcio italiano (n. 1913)
- 1993 - Oliver Tambo, politico sudafricano (n. 1917)
- 1993 - Trần Đức Thảo, filosofo vietnamita (n. 1917)
- 1994 - Alighiero Boetti, artista italiano (n. 1940)
- 1994 - Margot Trooger, attrice tedesca (n. 1923)
- 1995 - Hideyuki Ashihara, karateka e maestro di karate giapponese (n. 1944)
- 1995 - Stanley Burbury, giurista e politico australiano (n. 1909)
- 1995 - Iosif Efimovič Chejfic, regista e sceneggiatore sovietico (n. 1905)
- 1995 - Lou Ambers, pugile statunitense (n. 1913)
- 1995 - Marie Epstein, regista, sceneggiatrice e attrice francese (n. 1899)
- 1996 - Federico Bigi, politico sammarinese (n. 1920)
- 1996 - Donald Cammell, regista britannico (n. 1934)
- 1996 - Giliante D'Este, canottiere italiano (n. 1910)
- 1996 - Aldo Masciotta, schermidore italiano (n. 1909)
- 1996 - Hristo Mladenov, allenatore di calcio bulgaro (n. 1928)
- 1996 - Frank Riley, giornalista e scrittore statunitense (n. 1915)
- 1996 - Vincenzo Torriani, dirigente sportivo italiano (n. 1918)
- 1996 - Víctor Tortora, calciatore e allenatore di calcio uruguaiano (n. 1914)
- 1996 - Aldo Zelli, scrittore italiano (n. 1918)
- 1997 - Viktor Avilov, diplomatico russo (n. 1900)
- 1997 - Eugenio Bronzetti, fotografo italiano (n. 1906)
- 1997 - Felice Ippolito, geologo e ingegnere italiano (n. 1915)
- 1997 - Eugene Stoner, ingegnere e inventore statunitense (n. 1922)
- 1997 - Ines Vercesi, ginnasta italiana (n. 1916)
- 1998 - Mel Powell, compositore e docente statunitense (n. 1923)
- 1998 - Christiane Rochefort, scrittrice francese (n. 1917)
- 1998 - Nikodem Skotarczak, criminale polacco (n. 1954)
- 1999 - Corrado Banchi, fotografo italiano (n. 1912)
- 1999 - Arthur Boyd, pittore australiano (n. 1920)
- 1999 - Renato Braglia, allenatore di calcio e calciatore italiano (n. 1920)
- 2000 - Derek Allhusen, cavaliere britannico (n. 1914)
- 2000 - Nino Cordio, pittore e scultore italiano (n. 1937)
- 2000 - Ulla Isaksson, scrittrice svedese (n. 1916)
- 2000 - Giuliano Preparata, fisico italiano (n. 1942)
- 2000 - Solange Schwarz, danzatrice francese (n. 1910)

## XXI secolo(127)
- 2001 - Hilda Cameron, velocista canadese (n. 1912)
- 2001 - Vittorio Gleijeses, storico e paroliere italiano (n. 1913)
- 2001 - Ferdinando Innocenti, calciatore italiano (n. 1909)
- 2001 - Josef Peters, pilota automobilistico tedesco (n. 1914)
- 2001 - Gro Anita Schønn, cantante norvegese (n. 1950)
- 2001 - Johnny Valentine, wrestler statunitense (n. 1928)
- 2002 - Jack Johnson, calciatore e allenatore di calcio danese (n. 1924)
- 2002 - Luda Schnitzer, scrittrice e giornalista francese (n. 1913)
- 2002 - Arminio Wachsberger, dirigente d'azienda italiano (n. 1913)
- 2002 - Lucien Wercollier, scultore lussemburghese (n. 1908)
- 2003 - Gino Orlando, calciatore brasiliano (n. 1929)
- 2003 - Belus Smawley, cestista e allenatore di pallacanestro statunitense (n. 1918)
- 2004 - Vladimir Sergeevič Byčkov, regista sovietico (n. 1929)
- 2004 - Francesco Deriu, politico italiano (n. 1917)
- 2004 - José Giovanni, scrittore, sceneggiatore e regista francese (n. 1923)
- 2004 - Estée Lauder, imprenditrice statunitense (n. 1908)
- 2004 - Alfredo Salsano, storico, sociologo e curatore editoriale italiano (n. 1939)
- 2004 - Willie Watson, calciatore, allenatore di calcio e crickettista inglese (n. 1920)
- 2005 - Michal Chudík, politico, diplomatico e scrittore slovacco (n. 1914)
- 2005 - Orfeo Pianelli, imprenditore e dirigente sportivo italiano (n. 1920)
- 2005 - Edgardo Siroli, attore e regista teatrale italiano (n. 1940)
- 2005 - Ezer Weizman, politico e generale israeliano (n. 1924)
- 2006 - Peter Ellis, regista e sceneggiatore britannico (n. 1948)
- 2006 - László Jeney, pallanuotista ungherese (n. 1923)
- 2006 - Brian Labone, calciatore inglese (n. 1940)
- 2006 - Rolando Massaro, tenore italiano (n. 1927)
- 2006 - Bonnie Owens, cantautrice statunitense (n. 1929)
- 2006 - Gérard Sturla, cestista e allenatore di pallacanestro francese (n. 1930)
- 2006 - Vincent de Swarte, scrittore francese (n. 1963)
- 2007 - Warren Avis, imprenditore e aviatore statunitense (n. 1915)
- 2007 - James Alan Ball, calciatore e allenatore di calcio inglese (n. 1946)
- 2007 - Sigfrido Bartolini, pittore, scrittore e incisore italiano (n. 1932)
- 2007 - Roy Jenson, attore canadese (n. 1927)
- 2007 - Amina Pandolfi, traduttrice italiana
- 2008 - Carlo Di Stefano, regista teatrale, regista televisivo e regista radiofonico italiano (n. 1923)
- 2008 - Emilio Ghisoni, inventore e progettista italiano (n. 1937)
- 2008 - Jimmy Giuffre, compositore, clarinettista e sassofonista statunitense (n. 1921)
- 2008 - Hans Glauber, sociologo, artista e alpinista italiano (n. 1933)
- 2008 - Qian Chenghai, cestista e allenatore di pallacanestro cinese (n. 1934)
- 2009 - Bernard Haller, attore, comico e doppiatore svizzero (n. 1933)
- 2009 - Maxime Lehmann, calciatore francese (n. 1906)
- 2009 - Virgílio Marques Mendes, calciatore portoghese (n. 1926)
- 2009 - Franciszek Sobczak, schermidore polacco (n. 1939)
- 2009 - Gianni Alberto Vitrotti, regista, fotoreporter e giornalista italiano (n. 1922)
- 2010 - Joseph Bessala, pugile camerunese (n. 1941)
- 2010 - Denis Guedj, romanziere e matematico francese (n. 1940)
- 2010 - Angus Maddison, economista britannico (n. 1926)
- 2010 - Giuseppe Panza, collezionista d'arte italiano (n. 1923)
- 2010 - Paul Schäfer, criminale, militare e medico tedesco (n. 1921)
- 2011 - Mario Cornali, pittore italiano (n. 1915)
- 2011 - Trần Lệ Xuân, politica vietnamita (n. 1924)
- 2011 - Denis Mahon, collezionista d'arte e storico dell'arte britannico (n. 1910)
- 2011 - Joan Peyser, musicologa e scrittrice statunitense (n. 1930)
- 2011 - Marie-France Pisier, attrice francese (n. 1944)
- 2011 - Sathya Sai Baba, predicatore indiano (n. 1926)
- 2013 - Elvis Bešlagič, hockeista su ghiaccio e allenatore di hockey su ghiaccio sloveno (n. 1973)
- 2013 - Teodoro Buontempo, politico italiano (n. 1946)
- 2013 - Giampaolo Fatale, politico italiano (n. 1940)
- 2013 - Dave Kocourek, giocatore di football americano statunitense (n. 1937)
- 2013 - José Meneses, cestista messicano (n. 1924)
- 2013 - Zlatomir Obradov, calciatore e allenatore di calcio jugoslavo (n. 1941)
- 2014 - Ricardo Bauleo, attore argentino (n. 1940)
- 2014 - Hans Hollein, architetto austriaco (n. 1934)
- 2014 - Sandy Jardine, allenatore di calcio e calciatore scozzese (n. 1948)
- 2014 - Michel Lang, regista e sceneggiatore francese (n. 1939)
- 2014 - Arturo Licata, supercentenario italiano (n. 1902)
- 2014 - Tadeusz Różewicz, poeta, drammaturgo e scrittore polacco (n. 1921)
- 2014 - Carmine Verduci, mafioso italiano (n. 1959)
- 2015 - Władysław Bartoszewski, storico, giornalista e politico polacco (n. 1922)
- 2015 - Garibaldo Benifei, partigiano, politico e antifascista italiano (n. 1912)
- 2015 - Ken Birch, allenatore di calcio e calciatore inglese (n. 1933)
- 2015 - Hans Krämer, filosofo e filologo classico tedesco (n. 1929)
- 2015 - Herbert Ninaus, calciatore austriaco (n. 1937)
- 2015 - Guy Soulié, astronomo francese (n. 1920)
- 2016 - Italo Gallo, grecista e papirologo italiano (n. 1921)
- 2016 - Tommy Kono, sollevatore statunitense (n. 1930)
- 2016 - Thinle Lhondup, attore nepalese
- 2016 - Francesco Onnis, avvocato e politico italiano (n. 1938)
- 2016 - Papa Wemba, cantante della Repubblica Democratica del Congo (n. 1949)
- 2016 - Billy Paul, cantante statunitense (n. 1934)
- 2016 - Klaus Siebert, biatleta tedesco (n. 1955)
- 2017 - Agustín Edwards Eastman, giornalista e editore cileno (n. 1927)
- 2017 - Don Gordon, attore statunitense (n. 1926)
- 2017 - Robert M. Pirsig, scrittore e filosofo statunitense (n. 1928)
- 2017 - Nicholas Sand, chimico statunitense (n. 1941)
- 2017 - Ken Sears, cestista statunitense (n. 1933)
- 2017 - Inga Ålenius, attrice svedese (n. 1938)
- 2018 - Hariton Pushwagner, pittore e grafico norvegese (n. 1940)
- 2018 - Henri Michel, calciatore e allenatore di calcio francese (n. 1947)
- 2018 - Annunziata Scipione, pittrice e scultrice italiana (n. 1928)
- 2018 - Tommaso Sorgi, politico e sociologo italiano (n. 1921)
- 2019 - Johnny Green, giocatore di football americano statunitense (n. 1937)
- 2019 - Hubert Hahne, pilota automobilistico tedesco (n. 1935)
- 2019 - Jean-Pierre Marielle, attore francese (n. 1932)
- 2019 - Zoran Maroević, cestista jugoslavo (n. 1942)
- 2019 - Conrado San Martín, attore spagnolo (n. 1921)
- 2019 - Michael Wolf, fotografo tedesco (n. 1954)
- 2020 - Lynn Faulds Wood, conduttrice televisiva e giornalista britannica (n. 1948)
- 2020 - Giuseppe Gazzoni Frascara, imprenditore e dirigente sportivo italiano (n. 1935)
- 2020 - Namio Harukawa, disegnatore giapponese (n. 1947)
- 2020 - Aldo Masullo, filosofo e politico italiano (n. 1923)
- 2020 - Mircea Mureșan, regista e sceneggiatore rumeno (n. 1928)
- 2020 - Magda Olivetti, traduttrice, germanista e fisica italiana (n. 1935)
- 2021 - Alber Elbaz, stilista e imprenditore marocchino (n. 1961)
- 2021 - Cataldo Gambino, calciatore italiano (n. 1937)
- 2021 - Victor Golla, linguista statunitense (n. 1939)
- 2021 - Shunsuke Kikuchi, musicista e compositore giapponese (n. 1931)
- 2021 - Silvio Lega, politico italiano (n. 1945)
- 2021 - Christa Ludwig, cantante lirica tedesca (n. 1928)
- 2021 - Sarolta Monspart, orientista ungherese (n. 1944)
- 2021 - Raffaello Monteverde, produttore cinematografico e produttore televisivo italiano (n. 1942)
- 2021 - Yves Rénier, attore svizzero (n. 1942)
- 2021 - Faye Schulman, fotografa e partigiana polacca (n. 1919)
- 2021 - Fredi, cantante finlandese (n. 1942)
- 2022 - Paolo Mauri, critico letterario e giornalista italiano (n. 1945)
- 2022 - Benito Mazzi, scrittore e giornalista italiano (n. 1938)
- 2023 - Şerban Ciochină, triplista rumeno (n. 1939)
- 2023 - Fumio Demura, artista marziale e attore giapponese (n. 1938)
- 2023 - Corrado Ruggeri, giornalista e scrittore italiano (n. 1957)
- 2024 - Margaret Lee, attrice e showgirl britannica (n. 1943)
- 2024 - Marcello Motto, cestista italiano (n. 1936)
- 2024 - Donald Payne, Jr., politico statunitense (n. 1958)
- 2024 - Michael Pinder, musicista, tastierista e cantante britannico (n. 1941)
- 2024 - Wolfgang Schüler, calciatore tedesco (n. 1958)
- 2025 - Friedrich Baumbach, scacchista tedesco (n. 1935)
- 2025 - Giancarlo Gentilini, politico italiano (n. 1929)
- 2025 - Nicola Rivelli, politico italiano (n. 1955)

## Senza anno specificato(2)
- Anselmo di Bomarzo, vescovo italiano
- Aristide Caporale, attore italiano (n. 1921)